# Edgar Froese
Edgar Wilmar Froese, né le 6 juin 1944 à Tilsit, en Prusse-Orientale (aujourd'hui Sovetsk en Russie) et mort le 20 janvier 2015 à Vienne, en Autriche, est un musicien allemand, spécialisé en musique électronique et fondateur en septembre 1967 du groupe Tangerine Dream.

## Biographie
Edgar Froese apprend le piano à douze ans et la guitare à quinze ans. Il entre à l'académie des arts de Berlin pour étudier la peinture et la sculpture. En 1963, il forme le groupe de hard-beat The Ones qui se produit pour une série de concerts à Cadaques. Ils donnent un concert dans la maison de Salvador Dalí. C'est une rencontre déterminante qui l'incite à s'investir plus encore dans une musique expérimentale d'avant-garde : « Ce fut le plus grand changement de toute ma carrière musicale. En voyant la façon qu'il avait de parler et de penser, j'ai réalisé que tout était possible. Et je me suis dit ce qu'il était en train d'accomplir à travers la peinture, j'allais essayer de l'accomplir à travers la musique. ». Le groupe est dissous en 1967. Froese revient à Berlin et monte un nouveau groupe de rock expérimental, qui devient Tangerine Dream. Leur premier album sorti en 1970 intitulé Electronic Meditation sur le label OHR, nous présente le groupe alors formé de Edgar Froese à la guitare six et douze cordes, piano, orgue et effets sonores, Conrad Schnitzler au violon et violoncelle ainsi que Klaus Schulze à la batterie et aux percussions. Ils sont secondés par Jimmy Jackson à l'orgue et Thomas Keyserling à la flûte. Cette formation ne restera que pour l'enregistrement du premier album, puisque déjà il y eut des changements de personnel avant même leur second disque, Alpha Centauri parut l'année suivante et nous présente d'abord Froese à l'orgue, guitare et basse, les deux autres musiciens seront alors remplacés par Steve Schroyder orgue, chambre d'écho et chœurs ainsi que Chris Franke à la batterie, percussions, flûte, cithare, piano et VCS 3 Synthi.
Edgar participe à l'album collaboratif Electronica 1: The Time Machine de Jean-Michel Jarre en 2014, en composant Zero Gravity, la dernière composition de sa carrière avant sa disparition. L'album, sorti un an plus tard, lui est dédié.
Edgar Froese meurt le 20 janvier 2015, à Vienne en Autriche, d'une embolie pulmonaire. Il est inhumé au cimetière de Feuerhalle-Simmering dans la même ville.

## Discographie solo
| Année | Titre de l'album                    | Type             | Commentaires |
| ----- | ----------------------------------- | ---------------- | --- |
| 1974  | Aqua                                | Studio           | Ré-enregistré en 2004 |
| 1975  | Epsilon in Malaysian Pale           | Studio           | Ré-enregistré en 2004 |
| 1976  | Electronic Dreams                   | Compilation      | Compilation des albums Aqua et Epsilon in Malaysian Pale, Maroubra Bay est enregistré à l'envers.                                                      |
| 1976  | Macula Transfer                     | Studio           | Ré-enregistré en 2004 |
| 1978  | Ages                                | Studio           | Ré-enregistré en 2004 |
| 1979  | Stuntman                            | Studio           | Ré-enregistré en 2004 |
| 1982  | Solo 1974-1979                      | Compilation      | |
| 1982  | Kamikaze 1989                       | Soundtrack       | Ré-enregistré en 2006 |
| 1983  | Pinnacles                           | Studio           | Ré-enregistré en 2004 |
| 1995  | Beyond the Storm                    | Compilation      | 15 titres inédits sur 28 : 1, 2, 3, 4, 6, 7, 10, 13 sur CD1 et 4, 5, 7, 8, 9, 12, 14 sur CD2, tous les anciens titres ont été retravaillés ou remixés. |
| 1994  | KORG 01W                            | Studio           | CD démo du Korg 01/W avec le morceau Michiko |
| 2003  | Ambient Highway Vol.1               | Compilation      | Sahara Child et Car Dreaming sont inédits. |
| 2003  | Ambient Highway Vol.2               | Compilation      | Raindance, Koala Sunrise et The Morning Seal sont inédits.                                                                                             |
| 2003  | Ambient Highway Vol.3               | Compilation      | Down To Barstow, Gizeh Sunset, Summer In Key West et Craving For A Rose sont inédits.                                                                  |
| 2003  | Ambient Highway Vol.4               | Compilation      | Colorado Dawn et Raindrops On Black Skin sont inédits.                                                                                                 |
| 2003  | Introduction to the Ambient Highway | Compilation      | Compilation des 4 volumes Ambient Highway Vol.1, Ambient Highway Vol.2 Ambient Highway Vol.3 et Ambient Highway Vol.4                                  |
| 2004  | Dalinetopia                         | Studio           | |
| 2005  | Orange Light Years                  | Semi-compilation | Double CD avec des pistes nouvelles et remixées |
| 2012  | Solo 1974–1983                      | Compilation      | Avec des versions alternatives |